# Street of Lost Brothers
Street of Lost Brothers je páté sólové studiové album amerického kytaristy Garyho Lucase, vydané v říjnu 2000. Na albu se podílel také saxofonista John Zorn a album vyšlo u jeho vydavatelství Tzadik Records. Vedle Lucasových vlastních skladeb album obsahuje také několik tradicionálů, coververzi písně „European Son“ od skupiny The Velvet Underground a „Ride of the Valkyries“ od skladatele Richarda Wagnera.

## Seznam skladeb
| Pořadí | Název                              | Autor                                                     | Délka |
| ------ | ---------------------------------- | --------------------------------------------------------- | ----- |
| 1.     | Yigdal                             | tradicionál                                               | 1:30  |
| 2.     | The Opener of the Way              | Gary Lucas                                                | 2:13  |
| 3.     | That's My Life                     | Gary Lucas                                                | 4:22  |
| 4.     | Mahzel (Means Good Luck)           | Gary Lucas                                                | 2:35  |
| 5.     | It's Like a Wheel                  | Gary Lucas                                                | 4:47  |
| 6.     | European Son                       | John Cale, Sterling Morrison, Lou Reed, Maureen Tuckerová | 3:10  |
| 7.     | I Kill You for Nothing             | Gary Lucas                                                | 2:48  |
| 8.     | Ride of the Valkyries              | Richard Wagner                                            | 4:00  |
| 9.     | Let My People Go                   | tradicionál                                               | 3:34  |
| 10.    | Level the Playing Field            | Gary Lucas                                                | 2:59  |
| 11.    | Sh'ma                              | tradicionál                                               | 10:58 |
| 12.    | The Tel Aviv Ghetto Fighter's Song | Gary Lucas                                                | 3:54  |

## Obsazení
- Gary Lucas – kytara, zpěv
- Ernie Brooks – baskytara
- Jason Candler – baskytara
- Peter Eng – baskytara
- Larry Fine – zpěv
- Hank Frisch – harmonika
- Jesper Gadeliu – kytara
- Walter Horn – klavír, syntezátory, samply
- Kenny Hurwitz – zpěv
- Jonathan Kane – bicí
- Kenny – zpěv
- Aldo Tsang – bicí
- John Zorn – altsaxofon